# 2003年3月逝世人物列表
2003年逝世人物列表：1月 - 2月 - 3月 - 4月 - 5月 - 6月 - 7月 - 8月 - 9月 - 10月 - 11月 - 12月
2003年3月逝世人物列表，是用于汇总2003年3月期间逝世人物的列表。

## 依日期排序

### 1日
- 伊萊恩·巴里，87歲，美國女演員（《午夜》），約翰·巴里摩爾的第四任妻子。[1]
- 納丁·康納（Nadine Conner），96歲，美國歌劇女高音、電臺歌手和音樂教師。[2]
- Gauri Deshpande，61歲，印度小說家、短篇小說家和詩人。
- 弗蘭喬·格拉澤，90歲，克羅埃西亞足球運動員。[3]
- 羅傑·邁克爾·尼達姆（Roger Michael Needham），68歲，英國計算機科學家，開創了計算機密碼單向哈希函數癌症。[4]
- Adeyinka Oyekan，91歲，拉各斯的奧巴（1965—2003年）。
- 索爾姆斯-巴魯特的維多利亞-路易絲伯爵夫人，81歲，德國公主。
- Sundarrajan 少校，68歲，印度演員和導演。

### 2日
- 羅傑·阿爾伯特森，45歲，挪威足球運動員，癌症。
- 漢克·巴拉德，66歲，美國歌手（午夜樂隊），作曲家，以其熱門歌曲“The Twist”而聞名，患有食道癌。[5]
- 威廉·布萊扎德，81歲，英國作曲家，曾為 Noël Coward、Marlene Dietrich、Joyce Grenfell、Honor Blackman 編曲。[6]
- Bill Carruthers，72歲，美國電視主管，中風。[7]
- 喬·德克爾，55歲，美國棒球運動員（芝加哥小熊隊、明尼蘇達雙城隊、西雅圖水手隊），跌倒。[8]
- 喬治·愛德華茲，94歲，英國飛機設計師。
- 弗雷德·弗萊伯格（Fred Freiberger），88歲，美國電影和電視編劇兼電視製片人。[9]
- 瑪律科姆·威廉姆森，71歲，澳大利亞作曲家，女王音樂大師。[10]
- 戈弗雷多·佩特拉西（Goffredo Petrassi），98歲，義大利作曲家和現代古典音樂指揮家。[11]
- 比爾·沃貢（Bill Woggon），87歲，美國漫畫家，漫畫書《凱蒂·基恩》（Katy Keene）的作者。[12]

### 3日
- 吉伯特·惠勒·比比（Gilbert Wheeler Beebe），90歲，美國流行病學家和統計學家，是輻射暴露研究的先驅。[13]
- Ann A. Bernatitus，91歲，美國海軍護士，因在圍攻巴丹和科雷吉多爾期間的英勇行為而被授予功績軍團勳章。[14]
- Horst Buchholz，69歲，德國演員（《壯麗的七人組》《一、二、三》《美麗人生》），肺炎。[15]
- 迪克·加勒德，92歲，澳大利亞奧運摔跤運動員（1948年夏季奧運會男子自由式次中量級銀牌）。[16]
- Kenta，54歲，瑞典音樂家，癌症。
- 瑪律科姆·基爾達夫（Malcolm Kilduff），75歲，美國記者。[17]
- 路易士·馬登，90歲，美國攝影師，探險家，作家和電影製片人，帕金森病。[18]

### 4日
- Fedora Barbieri，82歲，義大利歌劇女中音和女演員。[19]
- 蜜雪兒·布洛克，65歲，比利時-法國鋼琴家。
- Celly Campello，60歲，巴西搖滾歌手和表演者，乳腺癌。
- 賈巴·約塞利亞尼（Jaba Ioseliani），76歲，喬治亞政治家、作家和“法律小偷”，心臟病發作。
- 塞巴斯蒂安·雅普瑞索，71歲，法國作家、編劇和電影導演。[20]
- 奧利弗·佩恩·皮爾森，87歲，美國動物學家和生態學家。[21]

### 5日
- 埃德溫·哈迪·艾米斯（Edwin Hardy Amies），93歲，英國時裝設計師，英國女王伊莉莎白二世的官方裁縫。[22]
- 瑪麗安·鮑德勒（Marianne Baudler），81歲，德國化學家。
- 喬治·米勒，61歲，美國單口喜劇演員，白血病。[23]
- 格哈德·羅森菲爾德（Gerhard Rosenfeld），72歲，德國作曲家。
- Dzhabrail Yamadayev，32歲，車臣叛軍戰地指揮官，被炸彈炸死。[24]

### 6日
- 林頓·迦納，87歲，美國爵士鋼琴家。[25]
- 恩斯特·哈斯（Ernst B. Haas），78歲，德裔美國政治學家。[26]
- 克勞斯·赫爾伯格（Claus Helberg），84歲，挪威人，二戰期間的登山嚮導和抵抗組織成員。[27]
- Ramón Mestre，65歲，阿根廷政治家，肝炎。
- Luděk Pachman，78歲，捷克斯洛伐克-德國國際象棋特級大師、國際象棋作家和政治活動家。[28]
- 莫裡斯·蘭斯（Maurice Rheims），93歲，法國藝術品拍賣師、藝術史學家和小說家。[29]
- 山姆·斯科特（Sam Scorer），80歲，英國建築師。
- Gábor Mádi Szabó，80歲，匈牙利演員。
- Saba Youakim，88歲，黎巴嫩大主教。
- 愛麗絲·馬丁諾（Alice Martineau），30歲，英國歌手。

### 7日
- 穆罕默德·阿拉吉奇（Mehmed Alagić），55歲，波士尼亞陸軍上將。
- 何塞·瑪律西奧·艾爾斯（José Márcio Ayres），49歲，巴西環保主義者和動物學家，創立了巴西熱帶雨林保護區。[30]
- 曼弗雷德·杜爾尼奧克，68歲，德國電影製片人，導演和編劇，心臟病發作。[31]
- 莫妮卡·休斯（Monica Hughes），77歲，加拿大科幻作家。

### 8日
- 易卜拉欣·麥卡德梅（Ibrahim al-Makadmeh），51歲，巴勒斯坦人和加沙地帶的哈馬斯領導人，被以色列定點殺戮。
- 趙炳華，81歲，韓國詩人。[32]
- Adam Faith，62歲，英國歌手和演員，心臟病發作。[33]
- Wallace M. Greene，95歲，美國海軍陸戰隊四星上將。[34]
- 愛德華·伊佐托夫，66歲，蘇聯電影演員。
- 埃利奧特·雅克（Elliott Jaques），86歲，加拿大精神分析學家和社會科學家，他創造了“中年危機”一詞。[35]
- 凱倫·莫利（Karen Morley），93歲，美國電影女演員和政治活動家，肺炎。[36]
- 何塞·曼努埃爾·布萊誇·泰耶羅（José Manuel Blecua Teijeiro），90歲，西班牙語言學家和學者。[37]

### 9日
- 斯坦·布拉哈格，70歲，美國電影製片人，膀胱癌。[38]
- 扎尔科·多利纳尔（Žarko Dolinar），82歲，克羅埃西亞生物學家和乒乓球運動員。
- Bernard Dowiyogo，57歲，瑙魯總統，糖尿病心臟併發症。
- 羅爾夫·哈格多恩（Rolf Hagedorn），83歲，德國理論物理學家。
- Dzidra Ritenberga，74歲，拉脫維亞女演員和電影導演。[39]

### 10日
- 維克多·阿爾巴，86歲，西班牙共產主義政治家、記者、作家和學者。[40]
- 湯姆·博德曼，博德曼男爵，84歲，英國商人和政治家（萊斯特西南，萊斯特南議員）。[41]
- 傑弗里·柯克（Geoffrey Kirk），81歲，英國古典學者。[42]
- 瑪麗娜·拉迪尼娜，94歲，蘇聯舞臺和電影女演員。
- 巴里·希恩，52歲，英國摩托車賽車手和電視體育節目主持人，食道癌。[43]
- 弗里茨·斯彭格勒，94歲，德國手球運動員和奧運冠軍。[44]
- Naftali Temu，57歲，肯亞長跑運動員和奧運冠軍，前列腺癌。[45]
- Ottorino Volonterio，85歲，瑞士一級方程式賽車手。[46]

### 11日
- 布萊恩·克利夫（Brian Cleeve），81歲，英裔愛爾蘭作家，心臟病發作。
- 阿爾塔·科恩，94歲，美國棒球運動員（布魯克林羅賓斯/道奇隊，費城費城人隊）。[47]
- John G. Dow，97歲，美國政治家（紐約第27國會選區的美國眾議員）。[48]
- 伊瓦爾·漢森（Ivar Hansen），64歲，丹麥政治家和Folketing的發言人。
- 凱文·拉凡，80歲，英國劇作家和編劇（Emmerdale），肺炎。[49]
- 西德尼·李普曼，89歲，美國作曲家和詞曲作者。[50]
- 埃德森·拉夫（Edson Raff），95歲，美國陸軍軍官和作家。[51]
- 路德維希·施特賴歇爾（Ludwig Streicher），82歲，奧地利低音提琴手。[52]
- 韋恩·賴特（Wayne D. Wright），86歲，美國賽馬騎師，三場三冠王賽的冠軍。[53]

### 12日
- 艾麗絲·法伊茲（Alys Faiz），87歲，巴基斯坦作家和人權活動家。
- 霍華德·法斯特，88歲，美國小說家。[54]
- 安德列·基維列夫，29歲，哈薩克公路自行車賽車手（2001 年南方路線、2000 年奧運會、1996 年奧運會），在巴黎-尼斯比賽中摔倒。[55]
- 斯拉瓦·斯特茨科，82歲，烏克蘭政治家。
- Lynne Thigpen，54歲，美國女演員（《The District》、《The Paper》、《Where in the World Is Carmen Sandiego？》）、托尼獎得主（1997 年），腦出血。[56]
- Zoran Đinđić，50歲，塞爾維亞政治家，總理（2001—2003年），被槍殺。[57]

### 13日
- Abas Ermenji，89歲，阿爾巴尼亞政治家、歷史學家和民族主義者。[58]
- 恩里科·約瑟夫，78歲，塞爾維亞作曲家、教育家和音樂作家。
- 羅伯托·穆羅洛（Roberto Murolo），91歲，義大利音樂家。[59]
- 巴里·帕滕（Barry Patten），75歲，澳大利亞奧林匹克高山滑雪運動員和建築師。[60]
- 伊恩·薩姆威爾，66歲，英國音樂家、創作歌手和唱片製作人。
- Christiane Schmidtmer，63歲，德國女演員、時裝模特和裸體模特。[61]
- 格斯·亞特隆，75歲，美國政治家（賓夕法尼亞州第6國會選區的美國眾議員）。[62]

### 14日
- 蘇雷什·巴特（Suresh Bhat），70歲，印度馬拉地語詩人。
- 尤金·博伊科（Eugene Boyko），80歲，加拿大電影製片人。
- 哈蒙·克雷格，76歲，美國地球化學家。
- 阿曼達·大衛斯（Amanda Davis），32歲，美國作家和教師，飛機失事。[63]
- Al Gionfriddo，81歲，美國棒球運動員（匹茲堡海盜隊、布魯克林道奇隊）。[64]
- 傑克·戈德斯坦（Jack Goldstein），57歲，美國藝術家，上吊自殺。[65]
- Jean-Luc Lagardère，75歲，法國商人，Lagardère 集團首席執行官，急性播散性腦脊髓炎。[66]
- 伊萬·拉西莫夫，64歲，塞爾維亞裔義大利電影演員。[67]

### 15日
- 約翰·安德魯，70歲，加拿大奧運擊劍運動員。[68]
- 葉夫根尼·別利亞耶夫，48歲，蘇聯越野滑雪運動員（奧運會獎牌：1976年銀牌、1976年銅牌、1980年金牌）。[69]
- 約瑟夫·庫爾斯，85歲，美國商人，庫爾斯釀酒公司總裁，淋巴瘤。[70]
- Thora Hird，91歲，英國女演員、喜劇演員、主持人和作家，中風。[71]
- 比爾·羅伯遜，79歲，英國足球運動員。
- 李雪峰，96歲，中國政治家。

### 16日
- Lawrence H. Aller，89歲，美國天文學家。[72]
- 喬治·拜爾，77歲，美國高爾夫球手，贏得三項 PGA 巡迴賽賽事，心臟病發作。[73]
- 若雪·柯利（Rachel Corrie），23歲，美國國際團結運動（American International Solidarity Movement）活動家，被以色列國防軍推土機壓死。
- 羅納德·弗格森（Ronald Ferguson），71歲，英國皇室離婚者約克公爵夫人莎拉（Sarah）的父親，心臟病發作。
- 大衛斯·休斯，92歲，澳大利亞政治家。
- Lars Passgård，62歲，瑞典演員和戲劇導演。[74]
- Teemu Raimoranta，25歲，芬蘭金屬音樂家，秋天。[75]

### 17日
- 赫伯特·阿普特克（Herbert Aptheker），87歲，美國歷史學家和政治活動家。[76]
- Thomas N. Barnes，72歲，美國空軍首席軍士長，癌症。[77]
- 苏步青，100歲，中國數學家。[78]
- 比爾·卡萊爾（Bill Carlisle），94歲，美國鄉村音樂歌手、詞曲作者和喜劇演員。
- Henryk de Kwiatkowski，79歲，波蘭裔加拿大商人，純種馬擁有者和飼養員，肺炎。
- 伊薇特·艾蒂文特，80歲，法國女演員。[79]
- 艾倫·基思（Alan Keith），94歲，英國廣播員。[80]
- 查理斯·薩拉特卡（Charles Salatka），85歲，美國羅馬天主教會主教。
- 羅伯特·謝爾頓，73歲，美國族人，心臟病發作。[81]

### 18日
- 約瑟夫·巴拉，47歲，匈牙利摔跤手（男子奧運會自由式超重量級摔跤：1976 年銀牌、1980 年銀牌），心力衰竭。[82]
- 奧萊斯·伯德尼克，76歲，烏克蘭科幻作家、哲學家和神學家。
- Naomi Chance，75歲，英國電影和電視女演員。
- 布魯諾·海姆（Bruno Heim），92歲，瑞士教會外交官，駐英國宗座大使。[83]
- Karl Kling，92歲，德國賽車手。
- 維克多·克拉塔修克（Viktor Kratasyuk），54歲，蘇聯和喬治亞短距離皮划艇運動員，奧運冠軍。[84]
- 亞當·奧斯本，64歲，英裔美國計算機先驅（Osborne 1）。[85]

### 19日
- 喬·布扎斯，83歲，美國棒球運動員（紐約洋基隊）和小聯盟棒球隊老闆。[86]
- 蜜雪兒·庫利巴厘，53歲，象牙海岸短篇小說作家。[87]
- 冬木弘道，42歲，日本職業摔跤手和贊助者，癌症。
- 埃米爾·傑內斯特（Émile Genest），81歲，加拿大演員，心臟病發作。[88]
- 奥利维尔·朗，87歲，瑞士外交官，關貿總協定總幹事。[89]
- 邁克爾·馬蒂亞斯·普雷希特爾，76歲，德國插畫家。[90]
- 里克·祖姆沃爾特（Rick Zumwalt），51歲，美國摔跤手和演員，心臟病發作。

### 20日
- Al Blades，26歲，美式職業足球運動員（邁阿密大學，三藩市49人隊），車禍。[91]
- Krishanu Dey，41歲，印度足球運動員，肺部疾病。[92]
- 阿爾貝托·洛佩斯（Alberto López），76歲，阿根廷籃球運動員。[93]
- Sailor Art Thomas，79歲，美國職業摔跤手，癌症。

### 21日
- 哈裡·艾森斯塔特，87歲，美國棒球運動員（布魯克林道奇隊、底特律老虎隊、克利夫蘭印第安人隊）。[94]
- 倫納德·霍坎森（Leonard Hokanson），71歲，美國鋼琴家，胰腺癌。[95]
- 希瓦尼，79歲，印度作家。
- 奧瑪律·維拉哈迪庫蘇瑪，78歲，印尼第四副總統（1983-1988）。[96]

### 22日
- 吉姆·安德森（Jim Anderson），59歲，澳大利亞政治家。[97]
- 费尔南多·卡尔库皮诺（Fernando Carcupino），80歲，義大利畫家、插畫家和漫畫家。
- 阿馬多·科爾特斯（Amado Cortez），75歲，菲律賓演員和外交官。
- 米尔顿·乔治·韩素尔，82歲，美國耶和華見證人執行官兼守望台社社長。[98]
- 橘田規，68歲，日本的一名高爾夫球手。
- 特裡·勞埃德（Terry Lloyd），50歲，英國ITN記者，在伊拉克巴士拉附近的交火中被美軍射殺。[99]
- 保羅·莫蘭（Paul Moran），39歲，澳大利亞攝影記者，被自殺式炸彈襲擊者殺害。[100]
- 阿裡·阿克巴·納維斯（Ali Akbar Navis），78歲，印尼作家、詩人和幽默作家。[101]

### 23日
- 天本英世，77歲，日本演員，肺炎併發症。
- 維奧萊特·克里夫（Violet Cliff），86歲，英國奧運雙人滑運動員。[102]
- 兹齐斯瓦夫·克日什科维亚克，73歲，波蘭田徑運動員，1960年夏季奧運會3000米障礙賽冠軍。
- Tage Nielsen，74歲，丹麥作曲家、教師和音樂管理員。[103]
- Mohsen Nourbakhsh，54歲，伊朗經濟學家，心臟病發作。
- Lori Piestewa，23歲，美國陸軍士兵，在行動中陣亡。[104]
- 皮埃爾·路易吉·羅米塔（Pier Luigi Romita），78歲，義大利政治家。
- 弗里茨·斯皮格爾，77歲，奧地利裔英國音樂家、記者和廣播員。[105]

### 24日
- Jan Just Bos，63歲，荷蘭賽艇運動員（1964 年夏季奧運會男子雙人賽艇有舵手銅牌）。[106]
- 漢斯·赫爾曼·格羅爾（Hans Hermann Groër），83歲，奧地利羅馬天主教維也納大主教（1986—1995年），肺炎。
- 默里·希爾，79歲，澳大利亞房地產經紀人和政治家。
- 侯赛因·卡米勒（Hussein Kamal），70歲，埃及電視、電影和戲劇導演。[107]
- 葉夫根尼·克列夫佐夫，74歲，俄羅斯自行車運動員和奧運會獎牌得主。[108]
- Don Raffell，83歲，美國音樂家和教育家。[109]
- Artie Shapiro，87歲，美國爵士貝斯手。[110]
- 菲力浦·約丹，88歲，美國編劇，憑藉《斷槍》獲得奧斯卡最佳故事獎，胰腺癌。[111]

### 25日
- 古尾谷雅人，45歲，日本演員，上吊自殺。
- 弗農·休斯（Vernon Hughes），81歲，美國物理學家，專門研究亞原子粒子。[112]
- 邁克爾·吉德倫，72歲，英國製圖師和馬克思主義理論家。[113]
- 米哈伊爾·雷紮克，76歲，烏克蘭水球運動員和奧運獎牌得主。

### 26日
- 查克·漢森（Chuck Hansen），55歲，美國歷史學家和美國核計劃檔收集者，癌症。[114]
- Daniel Patrick Moynihan，76歲，美國政治家、社會學家和外交官，闌尾切除術后的併發症。[115]
- Babatunji Olowofoyeku，85歲，奈及利亞政治家、教育家和律師。
- 陶斯·蘇尼亞（Tauese Sunia），61歲，美屬薩摩亞州長，心臟病發作。
- 何塞·塔馬約，82歲，西班牙戲劇導演和製片人。
- 羅爾夫·湯姆森（Rolf Thomsen），87歲，二戰期間的德國 U 型潛艇指揮官。
- Nino Vingelli，90歲，義大利電影演員。
- 多蘿西·克拉克·威爾遜（Dorothy Clarke Wilson），98歲，美國作家（埃及王子）。[116]
- Herbert Zangs，78歲，德國藝術家。[117]

### 27日
- 埃德温·卡尔（Edwin Carr），76歲，紐西蘭古典音樂作曲家。[118]
- Daniel Ceccaldi，75歲，法國演員，肝癌。[119]
- Jeremiah Duggan，22歲，英國學生，交通事故。
- 菲奧倫佐·菲奧倫蒂尼，82歲，義大利演員，作家，編劇和電臺名人，腦溢血。[120]
- 弗雷德里克·勞倫斯·福爾摩斯（Frederic Lawrence Holmes），71歲，美國科學史學家。[121]
- 杜尚·斯帕索耶維奇，34歲，塞爾維亞罪犯，被員警殺害。
- Paul Zindel，66歲，美國劇作家（《伽馬射線對月球人金盞花的影響》），肺癌。[122]

### 28日
- 卡德里·艾塔奇（Kadri Aytaç），71歲，土耳其足球運動員和經理，阿爾茨海默病患者。
- 山姆·鮑文斯，65歲，美國棒球運動員（巴爾的摩金鶯隊、華盛頓參議員）。[123]
- 羅伯特·克拉多克，79歲，美國足球運動員。
- Rusty Draper，80歲，美國鄉村和流行歌手，肺炎。[124]
- 路德維希·埃爾斯貝特（Ludwig Elsbett），89歲，德國機械工程師。
- 阿列克謝·庫茲涅佐夫，73歲，蘇聯越野滑雪運動員和奧運會獎牌得主。[125]
- 鮑勃·馬茨，90歲，美國動畫師。

### 29日
- Placide Adams，73歲，美國弦樂貝斯手、鼓手和歌手。[126]
- 榎枝慶之輔，67歲，日本松濤館空手道大師。
- Kurt Gimmi，67歲，瑞士公路自行車賽車手。[127]
- 堀江忠男，89歲，日本足球運動員，肺炎。[128]
- 克里姆·克里莫夫（Kerim Kerimov），85歲，蘇聯和俄羅斯天體物理學家和航空航天工程師。
- 弗拉基米爾·皮卡洛夫（Vladimir Pikalov），78歲，蘇聯將軍。
- 卡尔·里德，73歲，加拿大宗教學者、籃球運動員和活動家。[129]
- 馬修·里安（Matthew J. Ryan），70歲，美國政治家。
- Herbjørn Sørebø，69歲，挪威記者和廣播名人。
- Carlo Urbani，46歲，義大利 WHO 醫生和微生物學家，發現了 SARS，SARS。

### 30日
- 布鲁诺·博尼，87歲，義大利賽艇運動員（1948年夏季奧運會男子雙人單槳有舵手銅牌）。[130]
- 文森特·德保羅·布林（Vincent DePaul Breen），66歲，羅馬天主教會的美國主教。
- 尼克·恩萊特，52歲，澳大利亞戲劇家，劇作家和戲劇導演，黑色素瘤。
- 迈克尔·杰特，50歲，美國演員（《傍晚陰影》《水世界》《侏羅紀公園III》），癲癇。[131]
- 瓦倫丁·巴甫洛夫，65歲，蘇聯官員，總理（1991年），中風。
- Teno Roncalio，87歲，美國政治家和作家，心臟病發作。[132]
- 派特裡夏·文尼科姆（Patricia Vinnicombe），71歲，南非裔澳大利亞考古學家和藝術保護學家。[133]

### 31日
- 盧西安·亞當斯（Lucian Adams），80歲，美國陸軍二戰士兵和榮譽勳章獲得者。[134]
- Charly Bouvy，60歲，比利時雪橇運動員和曲棍球運動員（1964 年雪橇、1968 年曲棍球、1972 年曲棍球）。[135]
- 喬治·康納，78歲，美式橄欖球運動員（聖母大學、芝加哥熊隊），職業橄欖球名人堂成員。[136]
- 哈罗德·斯科特·麦克唐纳·考克斯特（Harold Scott MacDonald Coxeter），96歲，英裔加拿大幾何學家、學者和作家。[137]
- 安妮·格溫（Anne Gwynne），84歲，美國女演員，中風。[138]
- 謝苗·利普金（Semyon Lipkin），91歲，俄羅斯作家、詩人和文學翻譯家。
- 湯米·塞巴赫（Tommy Seebach），53歲，丹麥歌手、作曲家、鋼琴家和製作人，心臟病發作。
- Fermín Vélez，43歲，西班牙跑車賽車手，癌症。[139]